# Museo Arqueológico de Élide
El Museo Arqueológico de Élide es un museo de Grecia ubicado en el yacimiento arqueológico de la antigua ciudad de Élide, en el noroeste del Peloponeso. 

## Historia del museo
El edificio donde se encuentra el Museo Arqueológico de Élide se construyó entre 2002 y 2004 en una de las laderas de la acrópolis de la antigua ciudad de Élide. Hasta entonces, los hallazgos de las primeras excavaciones arqueológicas del área que tuvieron lugar entre 1910 y 1914 fueron albergados en diferentes almacenes. En 1980 se habilitó una pequeña sala para exponer algunos de esos objetos. Por otra parte, algunos de los objetos encontrados en las excavaciones de 1965-1970 durante la construcción de una presa en el río Peneo se habían llevado al Museo Arqueológico de Olimpia. Todos estos objetos y también diferentes elementos arquitectónicos de la antigua ciudad de Élide fueron llevados al nuevo museo.

## Colecciones

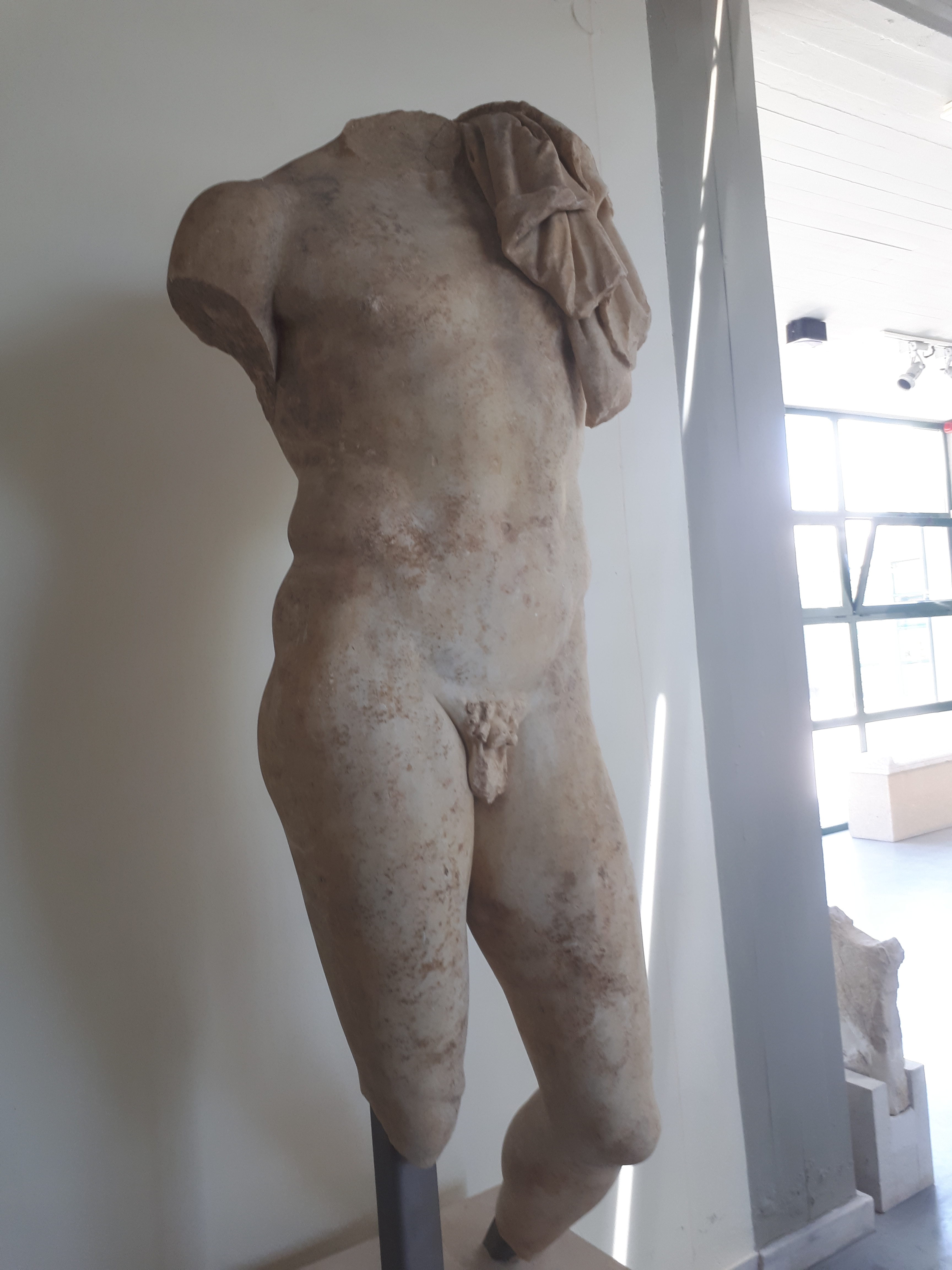
Estatua de Hermes

El museo contiene una colección de objetos procedentes de la antigua ciudad de Élide, del entorno de la presa del río Peneo y de otros asentamientos más pequeños del área circundante que abarcan periodos comprendidos entre el paleolítico y la Antigüedad tardía. 
El museo se estructura en torno a diferentes secciones temáticas: prehistoria, edificios, profesiones, inscripciones, arte, producción artesanal, vida cotidiana, aseo, infancia, usos funerarios, culto, deportes, administración de la ciudad y relaciones con el exterior.
Entre los objetos destacados se encuentran una herradura de bronce del periodo geométrico; un relieve con la representación de una batalla, del siglo IV a. C.; unas placas de oro con la representación de una deidad femenina, del periodo helenístico; un espejo de bronce con la representación de un tíaso de Dioniso enmarcado por dos figuras femeninas, del siglo III a. C., una estatua de Hermes del periodo helenístico y un suelo de mosaico del siglo III con representación de los símbolos de las musas y los doce trabajos de Heracles.